# Ulf Hinders
Ulf Björn Hinders, född 25 juli 1950 i Danderyds församling, är en svensk målare och illustratör.
Ulf Hinders är uppvuxen på Södermalm i Stockholm, han är son till konstnärerna Björn Hinders och Elsa Viola Suzanne Sellberg (omgift Nozari). Han har arbetat som konstnär och illustratör sedan 1972. Till en början målade han mest i gouache, inspirerad av persiska miniatyrer och italienskt renässansmåleri. Han har gjort många beställningsarbeten åt företag, privatpersoner och som illustratör av ett flertal böcker. 1986 övergick han till att måla i olja och hans måleri breddades och förfinades. Ett flertal vistelser i Europa, USA, Asien och Afrika har bidragit till hans konstnärliga utveckling och stil.
Sammantaget har Ulf Hinders utvecklat en egen, högst personlig stil - en uttrycksfull blandning av renhet, detaljer och klara färger med ett skimrande ljus. Ulf Hinders har gjort omkring 1500 målningar, av vilka de flesta ingår i privata samlingar. Hans arbeten har uppmärksammats i press, radio och TV, både i Sverige och utomlands. Ulf Hinders har erhållit flera stipendier genom åren från bland andra Sveriges författarfond, Alva och Gunnar Myrdals stiftelse och Föreningen Svenska Tecknares fotokopieringsfond.
Han är gift med Farton Nur Khaire Hinders.

## Utställningar
- ART 80, Washington D.C.
- Plaza, Stockholm (tillsammans med pappan Björn Hinders och systern Ylva Hinders)
- Konsthuset Linné, Stockholm
- La Main d'Or, S:t Paul de Vence
- Galleri Sköna Ting, Motala
- Galleri Östermalm, Stockholm
- Salsta Trädgård, Uppsala
- Galleri Bjurman, Stockholm
- Rättviks Kulturhus Konsthall, Rättvik
- Magasinet - Katthamra Gård, Katthammarsvik
- Galleri Hagman, Stockholm (återkommande)